# Scandinavisme
Ne doit pas être confondu avec Nordicisme.

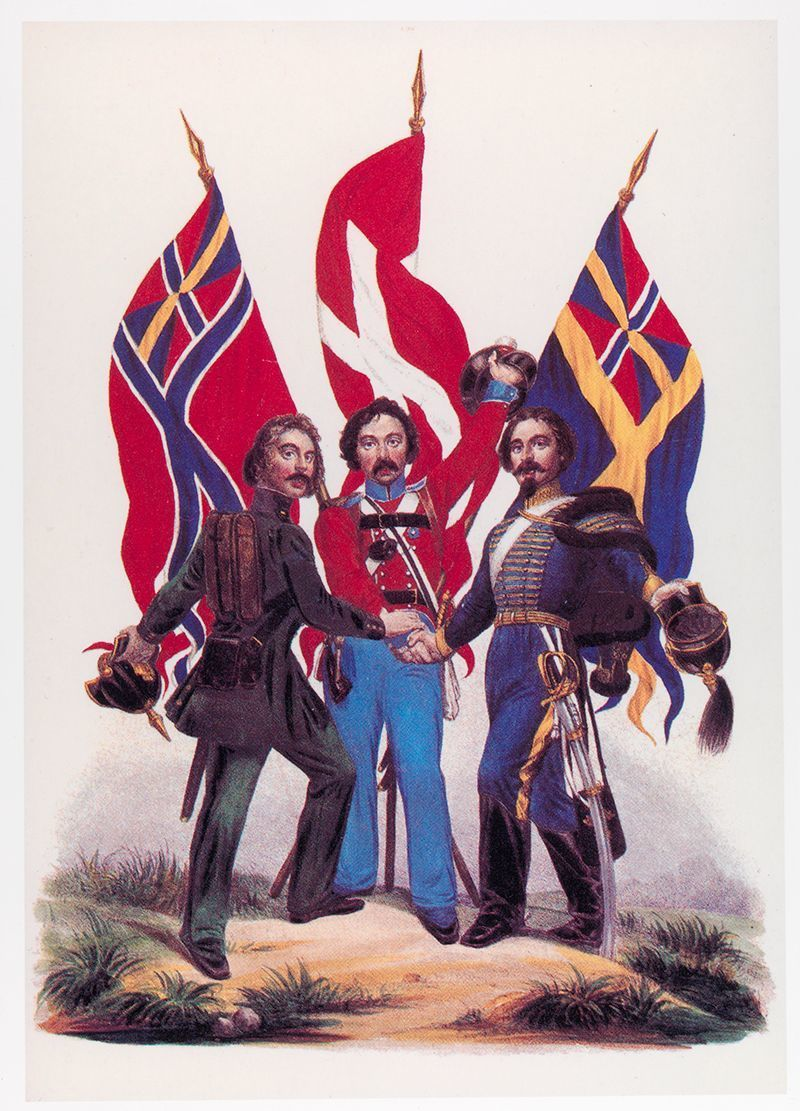
Trois soldats norvégien, suédois, danois joignant leur main XIXe siècle.

Le scandinavisme (aussi appelé pan-scandinavisme ou nordisme) est un mouvement politique prenant ses origines au milieu du XIXe siècle qui soutient l'idée de la Scandinavie comme région unifiée voire comme nation.
Il est basé sur la mise en valeur et la promotion des bases culturelles communes des pays scandinaves (le Danemark, la Norvège et la Suède) : histoire commune, héritage culturel partagé, mythologie nordique commune et racines linguistiques communes (vieux norrois). Dans tous ces domaines, les termes de scandinavisme et de nordisme sont interchangeables. Cependant, le scandinavisme politique et le nordisme politique sont deux mouvements politiques distincts qui ont émergé à des époques différentes.

## Scandinavisme politique
Ce mouvement a été lancé par des étudiants d'universités danoises et suédoises dans les années 1840, à partir de la Scanie, parallèlement aux processus d'unification qui étaient alors en cours tant en Allemagne qu'en Italie. Contrairement à ses deux modèles, le scandinavisme n'a toutefois, lui, jamais abouti.
Au début, l'établissement politique des deux pays, incluant les monarques Christian VIII et Charles XIV, a été très suspicieux. La police danoise a surveillé de près les tenants du scandinavisme. Toutefois, l'arrivée sur le trône de Suède et de Norvège du roi Oscar Ier, en 1844, améliore les relations avec le Danemark. Le mouvement reçoit alors le soutien des journaux libéraux comme Fædrelandet et Aftonbladet qui voyaient cela comme une manière de contrer les puissances conservatrices présentes pendant la guerre entre le Danemark et la Prusse en 1848. La Suède (puis dans son union avec la Norvège) a offert un appui militaire bien que cette force n'ait jamais réellement combattu.
Le mouvement scandinaviste ne s'est jamais réellement remis de la guerre des Duchés de 1864 qui oppose le Danemark à la Prusse et à l'Autriche. Le gouvernement suédois refuse en effet de compromettre son futur en s'associant à une alliance contre les puissances allemandes.
Cela n'empêche pas la coopération scandinave de progresser en 1873, lorsque le Danemark et la Suède concluent l'Union monétaire scandinave. Cette dernière, à laquelle se joindra la Norvège en 1875, durera jusqu'en 1914.

## Nordisme politique
Le nordisme politique commence avec le lancement de l'Association nordique, sur l'initiative de la Suède, en 1919. Le mouvement inclut alors également la Finlande, l'Islande et les territoires danois du Groenland et des îles Féroé. Il vise alors à une coopération économique et à une intégration soutenue par le Conseil nordique. Il a été décrit comme du « nationalisme collaboratif ».

## Le scandinavisme et le nordisme aujourd'hui
Le scandinavisme  et le nordisme ont joué un rôle dans la collaboration étroite des pays scandinaves au sein, par exemple, du Conseil nordique, de l'Union nordique des passeports ou dans la création de la compagnie aérienne SAS ou bien de la Royal League, compétition de football commune.
Les opposants à l'Union européenne dans les pays scandinaves ont mis en avant le fait que la création d'une Union nordique serait plus appropriée.

## Sources
- (en) Cet article est partiellement ou en totalité issu de l’article de Wikipédia en anglais intitulé « Scandinavism » (voir la liste des auteurs).